# Gemeentehuis van Maasland
Het voormalige gemeentehuis van Maasland is gelegen in het centrum van de plaats Maasland, in de Nederlandse provincie Zuid-Holland.
In 1825 kreeg Maasland de eerste burgemeester en werden de gemeenteraadsvergaderingen gehouden in de dorpsherberg De Pynas. In 1873 werd besloten tot de bouw van een gemeentehuis aan de 's-Herenstraat.
In 1953 werd het gemeentehuis uitgebreid en onderging de voorgevel een grote verandering. Het trapgeveltje en bijhorende torentje verdwenen.
In 1978 en in 1987 werd het onderkomen van de gemeente opnieuw vergroot. De hoofdingang bevindt zich dan aan Slot de Houvelaan 1.
Nadat Maasland in 2004 geen zelfstandige gemeente meer was, werd in het pand een servicepunt van de gemeente Midden-Delfland ingericht.